# 정조 어찰첩
정조 어찰첩(正祖 御札牒)은 서울특별시 강남구에 있는 조선시대의 기록유산이다. 2016년 11월 16일 대한민국의 보물 제1923호로 지정되었다.

## 개요
<정조 어찰첩>은 정조가 1796～1800년 사이에 좌의정 등 고위직을 역임한 심환지에게 보낸 어찰로 300통에 달하는 다양한 내용의 어찰이 6첩으로 장첩되어 있다. 이 어찰의 내용은 대부분 정사(政事)와 관련된 것들이어서 당시의 정치적 상황을 이해하는데 크게 기여할 수 있는 매우 귀중한 사료이다. 어찰에 사용된 종이 또한 도침이 잘 된 고급 간지(簡紙) · 태지(苔紙), 심지어 저급의 용지로 취급되는 피지(皮紙)까지 일부 사용되었으며, 일반적인 서간문의 격식과는 매우 다른 서간문의 형식으로 이루어져 있어 조선시대 서간문의 형식을 연구하는 데도 도움이 되는 자료이다. 뿐만 아니라 어찰의 전체 내용이 자세히 구명되면 정조의 통치술이나 학문 세계 등에 대한 연구에도 크게 기여할 것이다. 이러한 점을 고려할 때 <정조 어찰첩>은 국가지정문화재 지정 가치가 있는 유물인 것으로 판단된다.

## 같이 보기
- 조선 정조

## 참고 자료
- 정조 어찰첩 - 국가유산청 국가유산포털